# Megasemum asperum
Megasemum asperum là một loài bọ cánh cứng trong họ Cerambycidae.